# Глебов, Моисей Фёдорович
Моисей Фёдорович Глебов — русский военный и государственный деятель, дворянин московский и воевода, сын почепского и новгород-северского воеводы Фёдора Глебовича. Представитель дворянского рода Глебовых (потомков Облагини).

## Биография
Мещовский боярский сын. В 1596 году по Царскому указу отправлен на службу в Сибирь в город Тару.
В 1608 году М. Ф. Глебов был прислан из Новгорода князем Михаилом Васильевичем Скопиным-Шуйским к царю Василию Ивановичу Шуйскому с известием, что вскоре Швеция предоставит военную помощь Русскому государству. В 1613-1616 годах — товарищ (заместитель) воеводы князя Петра Ивановича Пронского на Северной Двине и в Холмогорах. В 1614 году Моисей Глебов был отправлен князем П. И. Пронским в Архангельск «на случай осады польскими и литовскими людьми и русскими изменниками и ворами». В 1618 году М. Ф. Глебов встречал шведское посольство в Москве, в передних сенях дворца, а затем был у них приставом. В том же году во время осады Москвы польско-литовской армией королевича Владислава Моисей Глебов вместе с князем Даниилом Ивановичем Долгоруковым защищал Калужские ворота.
В 1619 году находился на воеводстве в крепости Орлове. В 1621 году М. Ф. Глебов стоял на Крапивне в сторожевом полку князя Григория Васильевича Тюфякина, защищая южнорусские границы от набегов крымских татар и ногайцев. В случае нападения крымцев воеводы Г. В. Тюфякин и М. Ф. Глебов должны были соединиться с большим полком под командованием стольника и воеводы Ивана Васильевича Морозова. С 3 октября того же 1621 года Моисей Глебов был самостоятельным полковым воеводой в Крапивне.
С февраля 1624 по 1625 год Моисей Фёдорович Глебов был назначен вторым воеводой во Псков, став товарищем первого воеводы князя Василия Петровича Ахамашукове-Черкасском. М. Ф. Глебов получил приказ заботиться за устройством «ямов», то есть ямской службы в Пскове, между Новгородом и Псковом. 16 ноября 1626 года был приставлен к переписи дел в Московском Судном приказе. В 1626-1627 годах дворянин московский Моисей Глебов часто обедал у царя Михаила Фёдоровича и у патриарха Филарета. 6 апреля 1627 году стал главой Каменного приказа. Во время «похода» царя Михаила Фёдоровича в Симонов монастырь «оставался на Москве».
В 1628-1630 годах — второй воеводой в Новгороде, товарищ (заместитель) первого воеводы, боярина князя Дмитрия Михайловича Пожарского.
В 1632 году Земский собор, созванный в Москве, постановил начать сбор денег на новую войну против Речи Посполитой. 18 ноября сбор денег был возложен на князя Д. М. Пожарского, архимандрита Симоновского монастыря Левкия, Моисея Глебова и двух дьяков. Бояре и все служилые люди были обязаны доставлять на своих подводах хлебные запасы в русскую армию под Смоленск. Сам Моисей Фёдорович Глебов в 1633 года доставил 15 чет.
В 1632—1634 годах М. Ф. Глебов находился в числе придворных, которые видели в день Светлого Христова Воскресенья «государевы очи». В марте 1634 года Моисей Фёдорович Глебов был отправлен из столицы навстречу к боярину Михаилу Борисовичу Шеину, капитулировавшему под Смоленском и с остатками русской армии отступавшего к Москве. Моисей Глебов не привез ему никакого привета от царя, а всем ратным людям сказал, что «государю и всему Московскому государству ведомы служба их, раденье, нужда и крепкостоятельство против польских и литовских людей, как они бились, не щадя голов своих». По царскому указу Михаил Шеин вручил Моисею Глебову статьи мирного договора и список ратных людей, пропавших без вести или перешедших на польскую службу. В дальнейшем Моисей Фёдорович Глебов принял монашество.
В 1632 году Моисей Фёдорович Глебов владел поместьями и имениями в Мещовском, Касимовском, Коломенском и Пошехонском уездах (1147 четей).
Сыновья: Даниил Моисеевич Глебов — дворянин московский, Степан Моисеевич Глебов (ум. 1650) — дворянин московский и Иван-Порфирий Моисеевич Глебов — стряпчий, отец окольничего Михаила Ивановича Глебова.